# Heart of Cash
Heart of Cash es un álbum del cantante country Johnny Cash lanzado el año 1968. En esencia el disco es la recopilación de canciones de discos anteriores pero le agregaron unas cuantas canciones nuevas de las cuales 3 fueron éxitos rotundos, de la que destaca "Girl in Saskatoon" ya que la volvieron a poner en otro CD llamado Personal File lanzado el año 2006.

## Canciones
1. I Walk the Line 
(Cash)
2. Lumberjack 
(Leon Payne)
3. Five Feet High and Rising 
(Cash)
4. I Got Stripes 
(Cash y Charlie Williams)
5. Green, Green Grass of Home 
(Curly Putman)
6. Why Do You Punish Me (for Loving You) 
(Erwin King)
7. Frankie's Man Johnny 
(Cash)
8. A Certain Kinda Hurtin' 
(Cash)
9. Mean as Hell 
(Cash)
10. Locomotive Man 
(Cash)
11. Folsom Prison Blues 
(Cash)
12. Don't Take Your Guns to Town 
(Cash)
13. The Matador 
(Cash y Carter)
14. Long Black Veil 
(Danny Dill, Marijohn Wilkin)
15. The Sons of Katie Elder 
(Earl Sheldon, Elmer Bernstein)
16. The Ballad of Boot Hill 
(Carl Perkins)
17. Happiness is You 
(Cash y Carter)
18. When I've Learned Enough to Love
19. Girl in Saskatoon 
(Cash y Johnny Horton)
20. Ancient History 
(Irene Stanton, Wayne Walker)

## Posición en listas
Canciones - Billboard (América del Norte)
| Año  | Canción                   | Tabla             | posición |
| ---- | ------------------------- | ----------------- | -------- |
| 1968 | "I Got Stripes"           | Canciones Country | 4        |
| 1968 | "I Got Stripes"           | Canciones Pop     | 43       |
| 1968 | "The Matador"             | Canciones Country | 2        |
| 1968 | "The Matador"             | Canciones Pop     | 44       |
| 1968 | "The Sons of Katie Elder" | Canciones Country | 10       |